# Clause de dédit
Ne pas confondre avec la clause de dédit-formation, une clause du contrat de travail.
Le dédit représente une somme prévue par voie contractuelle (clause de dédit) et permettant de se dégager de l'obligation d'exécuter l'obligation principale prévue au contrat. L’article 1122 du Code civil, issu de la réforme du droit des contrats de l'ordonnance du 10 février 2016, dispose désormais que « [l]a loi ou le contrat peuvent prévoir (…) un délai de rétractation, qui est le délai avant l'expiration duquel son bénéficiaire peut rétracter son consentement ». 

## Clause de dédit en droit français
Cette clause libère les parties de leur obligation d'exécuter le contrat. Une clause prévoyant des arrhes dans un contrat de vente en France, est donc une clause de dédit mais pas une clause d'acompte. Dans un contrat de travail en France, cette clause peut être une clause de dédit-formation. En droit de la consommation, le délai de rétractation de quatorze jours prévu en cas de démarchage constitue une clause de dédit légale et gratuite.
À la différence des clauses résolutoires, qui sont supposées exister implicitement dans tout contrat synallagmatique, les clauses de dédit doivent nécessairement être formulées, soit par écrit ou doivent pouvoir être prouvées en cas de contrat oral.
La clause de dédit ne constitue pas une clause pénale, si bien que cette clause ne peut pas être réduite par le juge par application des articles 1152 et 1236 du code civil. La Cour de cassation a mis en évidence la distinction à faire entre la clause de dédit et la clause pénale (Cass. com., 18 janv. 2011, n°09-16863). Cette distinction est importante : la première peut être révisée par le juge, à la différence de l’indemnité de dédit, qui ne peut pas être réduite par le juge (Cass. com., 22 janvier 2013, pourvoi n°11-27293 ; voir sur cette distinction, le nouvel article 1231-5 du Code civil relatif à la clause pénale).

## Clause de dédit dans les autres systèmes juridiques

### Droit québécois
En droit québécois, une clause de dédit est prévue dans les contrats de promesse d'achat d'immeubles d'habitation, en vertu de l'article 1785 (2) du Code civil du Québec. Il peut aussi résulter de conventions.

### Sites internet
Droit des contrats
- Serge BRAUDO, « Dédit », in Dictionnaire du droit privé.

Droit du travail
- Direction de l'information légale et administrative (Premier ministre), « Qu'est-ce qu'une clause de dédit-formation? », in service-public.fr.